# América Futebol Clube (Vitória)
O América Futebol Clube foi um clube de futebol brasileiro, sediado na cidade de Vitória, capital do estado do Espírito Santo.[carece de fontes?]

## História
O América foi fundado em 1916, oriundo de uma dissidência de sócios do Rio Branco. No ano seguinte, foi um dos fundadores da Liga Sportiva Espírito Santense (LSES) e, também em 1917, tornou-se o primeiro vencedor do Campeonato Capixaba de Futebol. Na equipe campeã, Carlos Lindenberg, que se tornaria governador do Estado do Espírito Santo e senador da República na década de 1950, atuou como zagueiro.
O América também conquistou o Torneio Início em quatro oportunidades. Manteve-se ativo até a década de 1950, quando encerrou as atividades.

## Títulos
| Estadual | Estadual            | Estadual | Estadual                            |
|          | Campetição          | Títulos  | Temporadas                          |
| -------- | ------------------- | -------- | ----------------------------------- |
|          | Campeonato Capixaba | 6        | 1917, 1922, 1923, 1925, 1927 e 1928 |
|          | Torneio Início      | 4        | 1922, 1923, 1926 e 1943             |